# اندر اگریوز
اندر اگریوز (انگلیسی: Ander Egiluz؛ زادهٔ ۲۷ آوریل ۱۹۹۸) بازیکن فوتبال است.
وی همچنین در تیم ملی فوتبال ایالات متحده آمریکا بازی کرده‌است.